# 테드 도널드슨
테드 도널드슨(Ted Donaldson, 1933년 8월 20일 ~ 2023년 3월 1일)은 미국의 배우, 영화배우이다.

## 출연

### 영화
- 낯선 사람으로부터의 전화 (1952년)
- 브룩클린의 나무 성장 (1945년)
- 윙클씨 전쟁에 가다 (1944년)
- 옛날 옛적 (1944년)